# Chilatherina
Chilatherina – rodzaj ryb aterynokształtnych z rodziny tęczankowatych (Melanotaeniidae).

## Klasyfikacja
Gatunki zaliczane do tego rodzaju:
- Chilatherina alleni
- Chilatherina axelrodi
- Chilatherina bleheri – tęczanka Blehera[potrzebny przypis]
- Chilatherina bulolo
- Chilatherina campsi
- Chilatherina crassispinosa
- Chilatherina fasciata
- Chilatherina lorentzii
- Chilatherina pricei
- Chilatherina sentaniensis